# جانيت برتراند
جانيت برتراند هي صحفية وكاتبة مسرحية وكاتبة سيناريو وكاتِبة وممثلة كندية، ولدت في 25 مارس 1925 بمونتريال في كندا.

## وصلات خارجية
- جانيت برتراند على موقع IMDb (الإنجليزية)
- جانيت برتراند على موقع أول موفي (الإنجليزية)
- جانيت برتراند على موقع قاعدة بيانات الأفلام السويدية (السويدية)
- جانيت برتراند على موقع قاعدة بيانات الفيلم (الإنجليزية)
- جانيت برتراند على موقع كينوبويسك (الروسية)